# World Series 1964
Die World Series 1964 war die 61. Auflage des Finals der Major League Baseball. Es standen sich die Meister der American League, die New York Yankees und der Champion der National League, die St. Louis Cardinals, gegenüber. Die Best-Of-Seven-Serie startete am 7. Oktober und endete nach sieben Spielen am 15. Oktober 1964. Sieger nach sieben Spielen wurden die St. Louis Cardinals, die damit ihre achte World Series gewinnen konnten.
Als MVP der Serie wurde St. Louis Pitcher Bob Gibson ausgezeichnet.

## Übersicht der Spiele
| Spiel | Datum            | Gast                | Score | Heim                | Score | Gesamtstand (NYY-STL) | Ballpark       | Zuschauer |
| ----- | ---------------- | ------------------- | ----- | ------------------- | ----- | --------------------- | -------------- | --------- |
| 1     | 7. Oktober 1964  | New York Yankees    | 5     | St. Louis Cardinals | 9     | 0–1                   | Busch Stadium  | 30.805    |
| 2     | 8. Oktober 1964  | New York Yankees    | 8     | St. Louis Cardinals | 3     | 1–1                   | Busch Stadium  | 30,805    |
| 3     | 10. Oktober 1964 | St. Louis Cardinals | 1     | New York Yankees    | 2     | 2–1                   | Yankee Stadium | 67.101    |
| 4     | 11. Oktober 1964 | St. Louis Cardinals | 4     | New York Yankees    | 3     | 2–2                   | Yankee Stadium | 66.312    |
| 5     | 12. Oktober 1964 | St. Louis Cardinals | 5     | New York Yankees    | 2     | 2–3                   | Yankee Stadium | 65.633    |
| 6     | 14. Oktober 1964 | New York Yankees    | 8     | St. Louis Cardinals | 3     | 3–3                   | Busch Stadium  | 30.805    |
| 7     | 15. Oktober 1964 | New York Yankees    | 5     | St. Louis Cardinals | 7     | 3–4                   | Busch Stadium  | 30.346    |